# Hôn nhân cùng giới ở Na Uy
Hôn nhân cùng giới đã hợp pháp tại Na Uy vào ngày 1 tháng 1 năm 2009, khi một dự luật hôn nhân trung lập giới được ban hành sau khi được Quốc hội Na Uy thông qua tháng 6 năm 2008. Na Uy trở thành quốc gia vùng Scandinavia đầu tiên và là quốc gia thứ sáu trên thế giới hợp pháp hóa hôn nhân cùng giới.
Trước đây, từ năm 1993 đến năm 2008, Na Uy cho phép các cặp vợ chồng cùng giới nhập các quan hệ đối tác đã đăng ký. Na Uy là nước thứ hai trên thế giới để cung cấp một số hình thức công nhận cho các cặp vợ chồng đồng tính, sau Đan Mạch.

## Lịch sử

### Đăng ký hợp tác
Trước đây, Na Uy đã cho phép bạn đời cùng giới đã đăng ký (tiếng Na Uy: registrert partnerskap; tiếng Bắc Sami: registrerejuvvon párragaskavuohta) kể từ ngày 1 tháng 8 năm 1993, khi một luật điều chỉnh các quan hệ đối tác đó có hiệu lực. Na Uy trở thành quốc gia thứ hai làm như vậy, sau Đan Mạch, nơi thực thi luật hợp tác đã đăng ký vào năm 1989.
Quan hệ đối tác đã đăng ký đã được cấp hầu như tất cả các biện pháp bảo vệ, trách nhiệm và lợi ích của kết hôn, bao gồm cả các thỏa thuận cho tan vỡ của mối quan hệ. Ban đầu, luật hợp tác tuyên bố rằng các đối tác đã đăng ký không thể chấp nhận và chỉ những cặp vợ chồng kết hôn hoặc những người sống thử khác giới mới có thể truy cập thụ tinh nhân tạo. Tuy nhiên, vào tháng 6 năm 2001, Quốc hội Na Uy đã phê duyệt một dự luật cho phép các đối tác đã đăng ký nhận con nuôi con của đối tác của họ. The amendment took effect on 1 January 2002.
Một trong những người đáng chú ý hơn để đăng ký một mối quan hệ là cựu Bộ trưởng Tài chính Per-Kristian Foss.
Kể từ năm 2009, các cặp vợ chồng đã đăng ký mối quan hệ có thể giữ tư cách là đối tác đã đăng ký hoặc "nâng cấp" thành hôn nhân kể từ khi luật hôn nhân mới có hiệu lực. Tuy nhiên, không có quan hệ đối tác đăng ký mới có thể được tạo ra.

### Hôn nhân cùng giới
Một dự luật đã được đề xuất vào ngày 18 tháng 11 năm 2004 bởi hai nghị sĩ của Đảng Xã hội Chủ nghĩa để bãi bỏ các luật đối tác đã đăng ký hiện có và làm cho luật hôn nhân trở nên trung lập về giới. Động thái này đã được rút lại và thay thế bằng một yêu cầu mà Nội các tiếp tục điều tra vấn đề. Bảo thủ Nội các thời đó không xem xét vấn đề. Tuy nhiên, Nội các thứ hai của Stoltenberg đã công bố một đạo luật hôn nhân chung, thống nhất như là một phần của tài liệu nền tảng của nó, Tuyên bố đầu tiên của Soria Moria. Một phiên điều trần công khai đã được mở vào ngày 16 tháng 5 năm 2007.
Vào ngày 29 tháng 5 năm 2008,  Associated Press  đã báo cáo rằng hai đảng đối lập Na Uy (Đảng Tự do và Đảng Bảo thủ ) ra đời ủng hộ dự luật mới, đảm bảo thông qua tại cuộc bỏ phiếu vào ngày 11 tháng 6 năm 2008. Trước đó, có một số bất đồng với các thành viên của ba đảng cầm quyền Liên minh về việc dự luật có đủ phiếu để vượt qua.
Phiên điều trần quốc hội đầu tiên, bao gồm cả cuộc bỏ phiếu, được tổ chức vào ngày 11 tháng 6 năm 2008, với hạ viện chấp thuận 84 - 41 dự luật cho phép các cặp cùng giới kết hôn. Điều này được đưa ra sau khi Chính phủ Na Uy đề xuất luật hôn nhân vào ngày 14 tháng 3 năm 2008, cho phép các cặp đồng tính nữ và đồng tính nam có quyền như người dị tính, bao gồm cả đám cưới ở nhà thờ (mặc dù luật pháp không bắt buộc bất kỳ cộng đồng tôn giáo nào kết hôn với các cặp cùng giới). áp dụng chung và mang thai hỗ trợ. Luật mới sửa đổi định nghĩa về hôn nhân dân sự để làm cho nó trung lập về giới tính. Thượng viện Na Uy đã thông qua dự luật với số phiếu 23 1717 vào ngày 17 tháng 6. Quốc vương Na Uy, Harald V, được cấp xác nhận hoàng gia sau đó. Luật có hiệu lực vào ngày 1 tháng 1 năm 2009. Ngoài việc đưa ra định nghĩa về hôn nhân trung lập về giới tính, luật pháp quy định rằng khi một người phụ nữ kết hôn với người phụ nữ khác mang thai thông qua thụ tinh nhân tạo, đối tác khác sẽ có tất cả các quyền làm cha mẹ "kể từ thời điểm quan niệm".

#### Số liệu thống kê
| Năm  | Số lượng hôn nhân |
| ---- | ----------------- |
| 2009 | 283               |
| 2010 | 264               |
| 2011 | 259               |
| 2012 | 269               |
| 2013 | 252               |
| 2014 | 269               |
| 2015 | 300               |
| 2016 | 278               |
| 2017 | 333               |
| 2018 | 331               |

Từ năm 2009 đến 2015, trung bình 270 cuộc hôn nhân cùng giới diễn ra mỗi năm, so với trung bình 127 quan hệ đối tác đã đăng ký từ năm 1993 đến năm 2008, 754 quan hệ đối tác đã được chuyển đổi thành hôn nhân trong ba năm đầu hôn nhân cùng giới là hợp pháp. Các cặp vợ chồng nữ có nhiều khả năng nhận con hơn các cặp nam, vì khoảng 30% tất cả các cặp nữ đã kết hôn có con, so với 72% các cặp vợ chồng thẳng và 3% các cặp nam.
300 cuộc hôn nhân cùng giới đã được thực hiện trong năm 2015, chiếm khoảng 1,3% tổng số các cuộc hôn nhân được tổ chức vào năm đó. Năm 2016, 278 cuộc hôn nhân cùng giới chiếm 1,2% tổng số cuộc hôn nhân. Chỉ có 0,7% và 0,8% số vụ ly hôn là giữa các cặp cùng giới trong hai năm. 333 cặp cùng giới đã kết hôn vào năm 2017.

#### Hôn nhân trong nhà thờ Na Uy
Vào năm 2014, Hội đồng Quốc gia của Nhà thờ Na Uy đã bỏ phiếu đề nghị thực hiện hôn nhân cùng giới trong nhà thờ.
Năm 2015, Giáo hội Na Uy đã bỏ phiếu cho phép các cuộc hôn nhân cùng giới diễn ra trong các nhà thờ của mình. Quyết định đã được phê chuẩn tại hội nghị thường niên vào ngày 11 tháng 4 năm 2016. Nhà thờ chính thức sửa đổi cuộc hôn nhân của mình phụng vụ vào ngày 30 tháng 1 năm 2017, thay thế các tham chiếu đến "cô dâu và chú rể" bằng văn bản trung lập về giới tính. Một cặp đồng tính nam đã lập tức kết hôn trong nhà thờ ngay khi những thay đổi có hiệu lực, vào ngày 1 tháng 2 năm 2017.